# ディブック

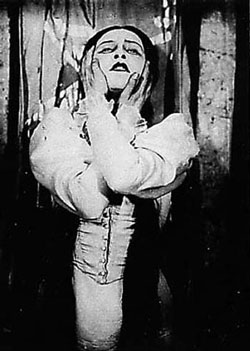
劇作品『ディブック』でヒロインのリアを演じるハナ・ロヴィナ 1920年頃

『ディブック - 二つの世界のはざまで』（The Dybbuk, or Between Two Worlds、イディッシュ語では : דער דיבוק אדער צווישן צוויי וועלטן）は、ロシア人の民族学者シュロイメ・アンスキーが1917年に書いた戯曲。元々はロシア語で書かれていたが、後に自身の手でイディッシュ語に翻訳された。
ユダヤカバラ主義の伝統にあるディブク（生きている人間に取り付く悪霊）の民間伝承を主題に、前世でちぎられた二人の男女の悲恋物語を重ねたもの。
| スタブアイコン | サブスタブ | この項目は、まだ閲覧者の調べものの参照としては役立たない、文学に関連した書きかけの項目です。この項目を加筆・訂正などしてくださる協力者を求めています（P:文学、PJ:ライトノベル）。項目が小説家・作家の場合には{Writer-substub}を、文学作品以外の本・雑誌の場合には{Book-substub}を貼り付けてください。 |